# Д'ячишин Ігор Степанович
Ігор Степанович Д'ячишин — український військовий льотчик, полковник Повітряних сил Збройних сил України, учасник російсько-української війни. Повний лицар ордена Богдана Хмельницького. Кавалер ордена «За мужність» III ступеня.

## Життєпис
Офіцер 40-ої бригади тактичної авіації. Спеціалізація — МіГ-29.

## Нагороди
- Орден Богдана Хмельницького I ступеня (30 грудня 2023) — за особисту мужність, виявлену у захисті державного суверенітету та територіальної цілісності України, самовіддане виконання військового обов’язку[3];
- орден Богдана Хмельницького II ступеня (13 квітня 2023) — за особисту мужність, виявлену у захисті державного суверенітету та територіальної цілісності України, самовіддане виконання військового обов’язку[4];
- орден Богдана Хмельницького III ступеня (14 березня 2022) — за особисту мужність під час виконання бойових завдань, самовіддані дії, виявлені у захисті державного суверенітету та територіальної цілісності України, вірність військовій присязі[5];
- орден «За мужність» III ступеня (30 липня 2020) — за особисту мужність та самовіддані дії, виявлені під час виконання військового обов’язку, високий професіоналізм та з нагоди Дня Повітряних Сил Збройних Сил України[6].